# Vaterá
Vaterá är en ort i Grekland.   Den ligger i prefekturen Nomós Lésvou och regionen Nordegeiska öarna, i den östra delen av landet, 240 km nordost om huvudstaden Aten. Vaterá ligger 8 meter över havet och antalet invånare är 219. Den ligger på ön Lesbos.
Terrängen runt Vaterá är kuperad norrut, men åt sydväst är den platt. Havet är nära Vaterá åt sydväst.  Närmaste större samhälle är Polichnítos, 6,9 km norr om Vaterá. 